# Agrodiaetus sinensis
Agrodiaetus sinensis är en fjärilsart som beskrevs av Fost. Agrodiaetus sinensis ingår i släktet Agrodiaetus och familjen juvelvingar. Inga underarter finns listade i Catalogue of Life.